# Thomas Kientz
Thomas Kientz, né le 18 janvier 1991 à Strasbourg, est un organiste français.

## Biographie
Né en 1991 à Strasbourg, Thomas Kientz étudie au Conservatoire national supérieur de musique et de danse de Paris auprès d’Olivier Latry, Michel Bouvard, Thierry Escaich, Philippe Lefebvre, Yves Henry, Pierre Pincemaille, László Fassang, Isabelle Duha, Alain Mabit et à l'institut supérieur de musique de Namur avec Benoît Mernier.
En 2015, il reçoit le premier prix du Concours international pour Orgue de Saint-Maurice, doté d'une récompense de 10 000 CHF,.
Il est titulaire de l'orgue de chœur de la cathédrale Notre-Dame de Strasbourg de 2013 à 2018,,.
En septembre 2019, il est nommé titulaire de l'orgue de l'abbatiale Saint-Maurice, prenant la suite de Georges Athanasiadès,,,. Dans ce cadre, il supervise le relevage de l'orgue en automne 2022.
Thomas Kientz est régulièrement l’invité de prestigieux festivals en France, Allemagne, Suisse, Italie, Belgique, Luxembourg, Espagne, Russie, Royaume-Uni ainsi qu’aux États-Unis. 
En parallèle de ses activités d'organiste, il enseigne à la Haute École de Musique de Lausanne et au Conservatoire royal de Bruxelles.

## Distinctions
- 2015 : 8e concours d’orgue de Saint-Maurice[13]
- 2016 : Grand Prix Florentz[7]
- 2017 : concours André Marchal / Gaston Litaize[1]
- 2017 : concours Schnitger d’Alkmaar[1]
- 2019 : Concours international Olivier-Messiaen[1]